# 팔왕의 난
팔왕의 난(八王-亂)은 291년부터 306년까지 이어진 중국 서진의 내란으로, 서진 멸망의 직접적인 원인이 되었다. 황실 내부의 권력 투쟁으로 발생하였으며, 팔왕의 난이라는 이름은 내란을 주동한 주요 황족 제후왕이 8명인 데서 유래하였다. 팔왕의 난이 초래한 계속된 혼란으로 인해 서진의 통치 기반은 급격히 악화되었고, 영가의 난으로 수도인 낙양이 이민족에게 함락되면서 서진이 멸망하였다.
이후 살아남은 황족 사마예가 강남에서 피신하여 나라를 다시 일으켰지만 과거 서진의 영토를 수복하지는 못하였으며, 화북지방에는 흉노 같은 이민족들이 세운 국가들이 흥망성쇠를 거듭하였고 수나라에 의해 통일될 때까지 약 250년 이상 전란의 시대를 겪게 된다.

## 팔왕 명단
팔왕의 난에 연루된 8명의 왕은 다음과 같다. 서진 무제 사마염과 가장 가까운 관계 순으로 기술하였다.
- 여남왕(汝南王) 사마량(司馬亮) - 무제 사마염의 숙부, 선제 사마의의 5남
- 초왕(楚王) 사마위(司馬瑋) - 무제 사마염의 5남.
- 조왕(趙王) 사마륜(司馬倫) - 무제의 숙부, 사마의의 9남
- 제왕(齊王) 사마경(司馬冏) - 무제의 조카, 무제의 동생인 제헌왕 사마유(司馬攸)의 아들
- 장사왕(長沙王) 사마애(司馬乂) - 무제 사마염의 16남.
- 성도왕(成都王) 사마영(司馬穎) - 무제 사마염의 6남.
- 하간왕(河間王) 사마옹(司馬顒) - 무제 사마염의 6촌, 사마의의 동생인 안평헌왕 사마부(司馬孚)의 손자
- 동해왕(東海王) 사마월(司馬越) - 무제 사마염의 6촌, 사마의의 동생인 사마규의 손자, 고밀문헌왕 사마태의 차남

## 배경
서진 1대 황제 무제(武帝)는 건국 후 황족의 권위와 국가의 힘을 과시하고 지방통치 강화를 위해 아들, 조카 등 황족을 왕(王)으로 임명하여 군대와 조세권 등을 주고 해당 지방을 통치토록 했다.(왕 지위의 세습도 허용). 그러나 무제 사후 황권이 약화되면서 각 지방의 제후왕들은 그들의 군사력을 바탕으로 중앙정부에 간섭하는 도전 세력이 되어 정치 혼란의 빌미를 제공하게 된다.
2대 황제 서진 혜제(惠帝, 사마충)는 암우(暗愚)한 제왕으로 무제 사후 즉위하자마자 계모인 황태후 양씨(무제의 황후)가 정치에 관여하게 되면서 그녀의 친정인 양준(楊駿) 일가에게 대부분의 권력이 주어졌다. 이에 정치적 야심이 있는 황후 가씨(賈氏, 가남풍)는 실권을 잡기 위해 음모를 꾸몄다.
사실 무제는 황태자 사마충(미래 혜제)의 무능함에 실망해 황태자를 제왕 사마경으로 바꿀 것을 고려했었는 데 이를 미리 알아챈 신하 가충(혜제의 장인)이 무제에게 황태자에 대한 능력을 테스트해 보도록 권유하고 미리 답을 황태자에게 알려줘 무제의 의심에서 벗어나 황태자 지위를 유지했으므로 가씨 집안이 혜제에게 기여한 바가 컸다고 볼 수 있으나, 권력에서 배제됨에 따라 양씨 일족에 대해 불만을 품게 되었다.

## 여남왕 사마량
황후 가씨는 여남왕 사마량과 초왕 사마위를 회유하여 도움을 청하니, 초왕(楚王) 사마위는 군사를 이끌고 수도(낙양)에 쳐들어왔고, 황제의 칙서를 위조하여 양준을 반역죄로 몰아 양준과 그 일족(약 3,000명)을 죽였다(태후 양씨는 황궁에 유폐되어 굶어 죽음).
사후 권력은 연장자인 여남왕 사마량에게 맡겨졌으며, 황후 가씨는 그녀의 정치적 영향력이 미미한 것에 대해 불만을 갖게 되었다.
이에 가씨는 당시 친위대장인 초왕 사마위와 결탁하여 황제의 칙령을 위조해 사마량을 반역죄로 몰아 공격했고(사실 양준 제거의 공이 큰 사마위는 중앙정부 진출을 희망했으나, 사마량이 그를 지방으로 철군토록 압력하고 있어서 서로간의 이해가 일치함), 군사 기반이 취약해 궁지에 몰린 사마량은 자살을 하게 된다.

## 초왕 사마위
사마량 제거 후 권력 장악기회를 잡은 사마위가 주저하던 이틀동안 황후 가씨는 권력 장악에 방해가 되는 사마위를 제거하기 위해 사마위가 단독으로 황제의 칙령을 위조해 사마량을 살해했다고 소문을 퍼트려서 정치적 입지를 무너뜨리고 결국 체포,처형되도록 했다.
이후 정적이 없어진 가씨는 가충 등 그녀의 일족과 함께 권력을 독점하였다.

## 조왕 사마륜
혜제와 황후 가씨에게서는 자녀가 없었고 다른 부인과의 사이에서 낳은 황태자 사마휼(司馬遹)이 있었다. 가씨는 사마휼의 재능에 위기감을 느끼고 제거하려 하고 있었다.
가씨의 야심을 느낀 사마휼은 스스로를 지키기 위해 어리석음을 가장했다. 노점을 궁궐에 열 정도로 노력했으나, 가씨에 의해 모반 누명을 쓰고 황태자 자리에서 폐위되고 300년 결국 가씨에 의해 살해당했다.
이에 조왕 사마륜(혜제의 대숙부, 사마량의 동생)은 제왕 사마경(혜제의 종제(從弟))과 공모하여 칙서를 위조해 군사를 일으켜 황태자 살해 죄를 물어 가씨와 그의 일족을 처형하였고 301년 사마륜은 혜제를 유폐하고 스스로 황제에 즉위했다.
사마륜에게 권력이 집중되는 것에 불만을 품은 사마경은 장사왕 사마애, 성도왕 사마영(이상 혜제의 동생) 및 하간왕 사마옹(사마충의 조부 사마의의 조카 아들)과 공모하여 군사를 일으켜 사마륜을 죽였다.

## 제왕 사마경
혜제 복위 후 정치실권을 장악한 사마경은 함께 궐기한 동지들을 배제하고 권력을 독점하였고 실제로 황태자도 독단으로 결정했다. 이에 대해 사마애, 사마영, 사마옹은 다시 군사를 일으켜 사마경을 살해했다.

## 장사왕 사마애
사마경 사후 국정 운영권을 놓고 사마애 등 3인간 다툼이 벌여져 무력 충돌이 발생하면서 사마애는 사마영과 사마옹에게 공격당해 죽고 말았다.

## 성도왕 사마영과 하간왕 사마옹
이제 사마영이 황태자이자 승상으로서 정치를 맡게 되었으나, 낙양에 있는 것이 위험하다고 생각한 사마영은 사마옹의 부하 장방(張方)에게 낙양을 통치하게 하였다.

## 동해왕 사마월
서서히 사마영이 독자적으로 권력을 전횡하려고 하자 이에 대해 동해왕 사마월과 혜제의 막내동생 예장왕(預章王) 사마치(司馬熾)가 반기를 들었다. 한때 사마영에게 패했던 그였으나 흉노와 선비 등의 이민족을 용병으로 고용하여 이번엔 사마영을 황태자의 자리에서 끌어내렸다.
이후 낙양을 수호하던 장방과 사마옹을 공격하여 강화를 원했던 사마옹을 체포하였다. 기어코 사마영과 사마옹을 살해한 사마월은 306년에 죽은 혜제의 뒤를 이어 사마치를 회제로 옹립하고, 자신은 그를 보좌하였다. 가씨에 의해 양씨 추방이 발단이 되어 일어난 팔왕의 난은 이로써 종결되었다.

## 팔왕의 난 이후
팔왕의 난 때 각 왕들은 군사력의 강화를 위해 주변의 이민족들을 용병으로 고용하여 전장에 투입했다. 이민족들은 서진의 무력함과 약세를 느끼고, 제각기 독립에 대한 야심을 갖게 되었으며 또한 많은 전투로 인해 많은 인재와 무장들이 죽어 국가체제가 크게 약화되고 큰 혼란을 빚게 되었다.
304년 흉노가 세운 국가인 한나라(훗날의 전조)의 황제 유총이 서진의 수도 낙양을 점령하여(영가의 난) 민제를 죽임으로서 서진은 멸망하였다. 이것이 시발점이 되어, 북방 이민족들이 침입해 오면서 화북지방은 오호십육국의 시대로 접어들게 되고 거대한 전장터로 발전하게 되었다. 이것이 오호십육국 시대의 개막이었다.